# Bembla
Bembla (arabă بنبلة) este un oraș în guvernoratul Monastir, Tunisia.